# Andreas Felber (Moderator)
Andreas Felber (* 13. Dezember 1969 in Wien) ist ein österreichischer Sportkommentator und -moderator.

## Leben
Felber begann neben seinem Studium der Publizistik und der Sportwissenschaft eine Ausbildung beim ORF mit dessen Sportredaktion er bei der Fußball-Weltmeisterschaft 1990 erste journalistische Erfahrungen sammelte. Seit ebendiesem Jahr ist Felber fester Bestandteil der ORF-Sportredaktion, wobei er hierbei vor allem in den Schwerpunkten Fußball und Ski Alpin tätig ist, aber unter anderem auch bei Laufveranstaltungen als Kommentator aktiv ist. Für den ORF berichtete er bereits von diversen Großereignissen. Im Fußball waren dies nach der WM 1990 unter anderem die EM 1992, als er als Kommentator-Assistent in Erscheinung trat oder die EM 1996, bei der er als Gestalter im Einsatz war. Danach war er bei der WM 1998, der EM 2000, sowie der EM 2004 Gestalter und Interviewer der ORF-Sportredaktion. Bei den nachfolgenden Großereignissen, der WM 2006, der EM 2008 und der WM 2010 war Felber bereits als verantwortlicher Redakteur aktiv, wobei er bei der Europameisterschaft im eigenen Land auch als Interviewer in Erscheinung trat. Felber war im Jahre 1999 der ORF-Interviewer, der bei der 0:9-Niederlage der österreichischen Nationalmannschaft gegen Spanien den österreichischen Internationalen Toni Pfeffer zur Halbzeitpause beim Stand von 0:5 fragte „…was in der zweiten Hälfte noch möglich sei?“ und worauf Pfeffer ironisch antwortete „hoch wer mas nimma gwinnen“.
Zu den Großereignissen im Ski Alpin, an denen Andreas Felber für den Österreichischen Rundfunk mitgewirkt hat, zählen unter anderem die Olympischen Winterspiele 1992 in Albertville (Regieassistenz), die Alpine Ski-WM 1997 in Sestriere (Gestalter), die Winterspiele 1998 in Nagano (Gestalter, Interviewer), die Ski-WM 1999 in Vail/Beaver Creek (Gestalter, Interviewer), die Ski-WM 2001 in St. Anton am Arlberg (Gestalter, Interviewer), Winterspiele 2002 in Salt Lake City (Verantwortlicher Redakteur), die Ski-WM 2003 in St. Moritz (Gestalter, Interviewer), Ski-WM 2005 in Bormio (Gestalter, Interviewer), die Winterspiele 2006 in Turin (Verantwortlicher Redakteur), Ski-WM 2007 in Åre (Interviewer, WM Studio), die Ski-WM 2009 in Val-d’Isère (Interviewer, WM Studio), die Winterspiele 2010 in Vancouver (Verantwortlicher Redakteur) oder die Ski-WM 2011 in Garmisch-Partenkirchen (Interviewer, WM Studio).
Gelegentlich führt Felber im Zielraum der Ski alpin-Rennen die Interviews mit den Sportlern. Außerdem führt er gelegentlich auf der Ski-Piste Interviews mit den Trainern der Skistars etc.
Außerdem ist Felber auch bei Großveranstaltungen wie dem Vienna City Marathon im Einsatz. Felber, der selbst leidenschaftlicher Ausdauersportler ist, bestritt in seinem bisherigen Leben bereits viele Marathonläufe oder Ironman-Veranstaltungen. Seine persönliche Marathonbestzeit erzielte er am 17. Oktober 2010 beim Amsterdam-Marathon, den er in einer Zeit von zwei Stunden und 47 Minuten beendete. Den Ironman Austria des Jahres 2011 beendete er mit einer Zeit von 9:54:58. Seinen ersten Ironman absolvierte er im Jahre 2007. 2010 wurde er beim Ironman 70.3 Austria in St. Pölten 141. mit einer Zeit von 4:31:54,1, wobei er in seiner Klasse, der M-40, den 16. Platz belegte. Seit Jahren ist Felber dabei Mitglied des Vereins Top Team Tri Niederösterreich, dem unter anderem Athleten wie Georg Swoboda, Sebastian Czerny, Rene Bauer oder Christophe Sauseng angehören. Weitere persönliche Ergebnisse für Felber waren unter anderem ein 57. Platz im Gesamtklassement beim Austria-Triathlon in Podersdorf im Jahr 2013 (Zeit: 10:17:42) oder ein zweiter Platz (sowie erster Platz in der Klassenwertung) beim Halbmarathon des 5. Internationalen LCC-Frühlingsmarathon 2014 (Zeit: 01:22:57). Beim LCC-Herbstmarathon 2013 belegte er mit einer Zeit von 3:00:25 und 88,91 Punkten den 14. Rang in der Marathondistanz.
Während seiner Zeit beim ORF arbeitete er unter anderem mit Kommentatoren wie Heinz Prüller, Robert Seeger, Gerhard Zimmer, Hans Huber (unter anderem beim Skandalspiel Israel – Österreich 2001) oder Peter Elstner zusammen. Seit 1993 ist er mit der eigenständigen Beitragsgestaltung der Schwerpunkte Fußball und Ski alpin betraut.

## Persönliches
Andreas Felber ist geschieden und Vater von zwei erwachsenen Kindern. Sein Sohn Elias (* 1999) ist Fußballspieler und seine Tochter Fiona (* 2001) ist eine Hockeyspielerin, die unter anderem im Jahr 2023 mit dem Mannheimer HC deutscher Meister wurde.
Sein Vater war der Fußballspieler Oskar Felber (1922–1995).